# Atabaque

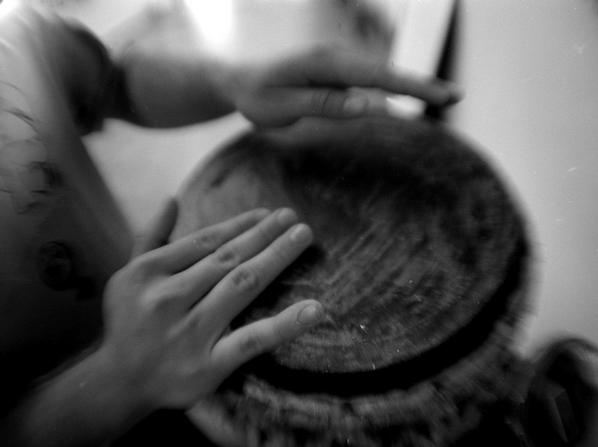
Percussionista tocando um atabaque

Atabaque (do árabe "al-Tabaq": "prato") é um instrumento musical de percussão africano da família dos membranofones percutidos. É usualmente tocado em rituais religiosos afro-brasileiros como o candomblé e umbanda, empregado para convocar as entidades (orixás, inquices e voduns).

## Característica
Constitui-se de um tambor cilíndrico ou ligeiramente cônico feito em madeira e aros de ferro, com uma das bocas coberta por um couro seco de animal (normalmente boi, veado ou bode), que nos ritos afro-brasileiros são oferecidos as entidades.
Pode haver três sistemas principais de tensionamento do couro: por cordas e cunhas; por ferragens (à semelhança das congas cubanas). ou; por birro (à semelhança do sabar senegalês, do kpanlogo ganês, entre outros tipos de tambores africanos).
É tocado com as mãos, com duas baquetas, ou por vezes com uma mão e uma baqueta, dependendo do ritmo e do tambor que está sendo tocado. Pode ser usado em kits de percussão em ritmos brasileiros, tais como o samba e o axé music.

## Sincretismo
Os atabaques nos ritos afro-brasileiros são objetos sagrados e renovam anualmente o Axé. São usados unicamente nas dependências do terreiro ritualísticos, não saem para a rua (como os que são usados nos blocos de afoxés), estes são preparados exclusivamente para esse fim.
Nos terreiros afro-brasileiros, os atabaques são tocados em trio, e são chamados de "rum", "rumpi" e "le". O rum, o maior de todos, possui o registro grave; o rumpi, tem o registro médio; o lé, o menor, possui o registro agudo. O trio de atabaques executa, ao longo do xirê, uma série de toques que devem estar de acordo com os orixás que são evocados em cada momento da festa (é o condutor do Axé do Orixá). Para auxiliar os tambores, utiliza-se um agogô; em algumas casas tocam-se também cabaças e afoxés.
No candomblé só podem ser tocados pelo Alabê (povo Queto), Xicarangoma (povo Angola e Congo) e Runtó (povo Jeje), o responsável pelo rum (atabaque maior), e pelos ogãs (do iorubá "-ga": "pessoa superior" ou "chefe") nos atabaques menores sob o seu comando, é o Alabê que começa o toque e é através do seu desempenho no rum que o Orixá vai executar sua coreografia, de caça, de guerra, sempre acompanhando o floreio do Rum. O Rum é que comanda o rumpi e o le. Os atabaques são chamados de Ilubatá ou Ilu na nação Queto, e ingomba na nação Angola, mas todas as nações adotaram também os nomes Rum, Rumpi e Le para os atabaques, apesar de serem uma denominação Jeje.

## Instrumentos associados
Outros instrumentos musicais associados ao atabaque são:
- Agogô
- Adufe
- Afoxé
- Apito
- Berimbau
- Caixa
- Cajón
- Caxixi
- Chocalho
- Cuíca
- Conga
- Ganzá
- Pandeiro
- Reco-reco
- Repinique
- Surdo
- Bongôs
- Pandeirola